# Popkum
Popkum, pleme ili banda Stalo ili Halkomelem Indijanaca s južne obale rijeke Fraser na jugu kanadske provincije Britanska Kolumbija. Središte im je istoimeno naselje na donjem toku lijeve obale Frasera. Danas pod imenom Popkum Band žive na tri malena rezervata: Pekw'xe:yles (Peckquaylis), Popkum 1 i Popkum 2.

## Vanjske poveznice
- Popkum  Arhivirana inačica izvorne stranice od 18. lipnja 2009. (Wayback Machine)